# Alex N. Dragnich
Alex N. Dragnich (Ferry County, 1912-Bowie, 2009) fue un politólogo estadounidense, autor de varias obras sobre los Balcanes.

## Biografía
Nació en Ferry County (Washington) en 1912. De origen montenegrino, y politólogo, fue profesor en la Universidad de Vanderbilt. Realizó diversos estudios sobre los Balcanes, entre ellos obra específicas de figuras como las de Josip Broz Tito y Nikola Pašić. Falleció en Bowie (Maryland) el 10 de agosto de 2009.

## Obra
Entre sus publicaciones se encuentran:
- Tito's Promised Land (Rutgers University Press, 1954).[4][5][2]
- Major European governments (Dorsey Press, 1961).[7]
- Serbia, Nikola Pašić, and Yugoslavia (Rutgers University Press, 1974).[6]
- The Development of Parliamentary Government in Serbia (Columbia University Press, 1978).[8]
- The First Yugoslavia: Search for a Viable Political System (Hoover Institution Press, 1983).[9][10]
- The Saga of Kosovo: Focus on Serbian-Albanian Relations (Columbia University Press, 1984), junto a Slavko Todorovich.[11][12]
- Serbs and Croats: The Struggle in Yugoslavia (Harcourt Brace Jovanovich, 1992).[13]